# L'addio a Enrico Berlinguer
L'addio a Enrico Berlinguer és un documental col·lectiu italià estrenat el 1984 sobre el funeral d'Enrico Berlinguer, el secretari general del Partit Comunista Italià des de 1972 fins a la seva mort. Els directors foren Ugo Adilardi, Silvano Agosti, Gianni Amico, Alfredo Angeli, Giorgio Arlorio, Gioia Benelli, Roberto Benigni, Bernardo Bertolucci, Giuseppe Bertolucci, Paolo Bianchini, Libero Bizzarri, Carlo Di Palma, Luigi Faccini, Giorgio Ferrara, Nicolò Ferrari, Andrea Frezza, Ansano Giannarelli, Franco Giraldi, Francesco Laudadio, Carlo Lizzani, Luigi Magni, Massimo Manuelli, Francesco Maselli, Giuliano Montaldo, Riccardo Napolitano, Piero Nelli, Renato Parascandolo, Luigi Perelli, Paolo Pietrangeli, Gillo Pontecorvo, Faliero Rosati, Roberto Russo, Massimo Sani, Ettore Scola, Raffaele Siniscalchi, Sergio Spina, Gabriele Tanferna, Anna Maria Tatò, Gianni Toti i Piero Vivarelli

## Sinopsi
La pel·lícula segueix la processó fúnebre d'Enrico Berlinguer pels carrers de Roma l'11 de juny de 1984, abans d'una breu visió general de la vida política d'Enrico, des del XXV Congrés del PCUS a Moscou el 1976 fins a l'últim míting abans de les Eleccions europees de 1984, durant les quals Enrico es va desplomar al podi, davant les càmeres de cinema. La pel·lícula inclou memòries i testimonis de polítics il·lustres, des de Yasser Arafat fins a Mikhaïl Gorbatxov.

## Producció
Després de la mort de Berlinguer l'11 de juny, la pel·lícula es va rodar i muntar en menys de quatre mesos. Va obtenir el visat el 5 d'octubre de 1984 i es va estrenar a Itàlia dos dies després, el 7 d'octubre de 1984.

## Crítiques
Ugo Gregoretti de L'Unità va dir que mentre veia la pel·lícula es va deixar conquerir per la gran humanitat de Berlinguer, la seva profunditat, la seva intel·ligència política i la seva moralitat exemplar, de manera que, segons per a ell, aquesta pel·lícula és el més entretinguda dels rèquiems politico-religiosos.

### Impacte cultural
El 2010 l'Arxiu Audiovisual del Moviment Obrer i Democràtic va publiar un suplement especial sobre la vida i història política d'Enrico Berlinguer, que comprenia aquesta pel·lícula.